# المستوية

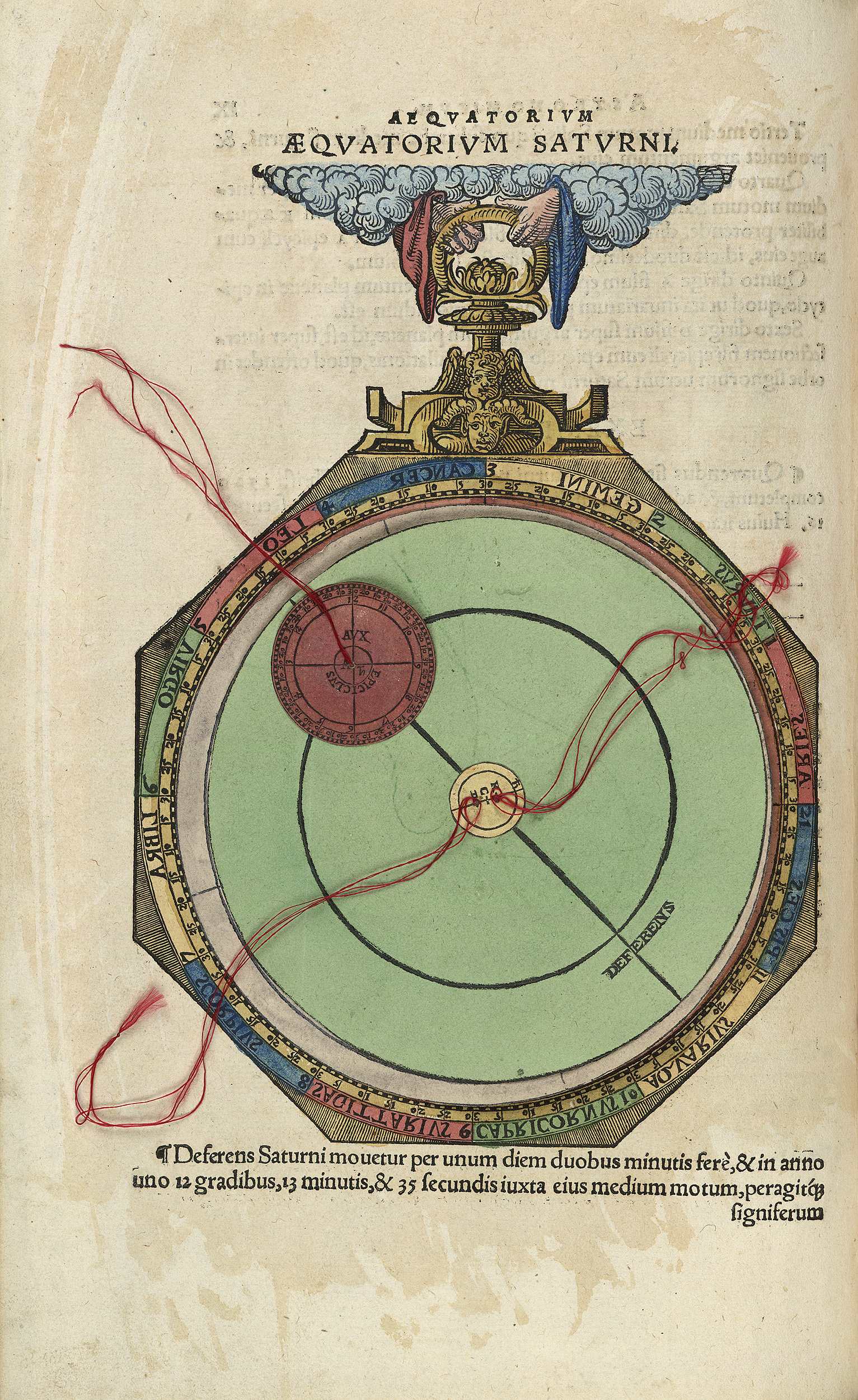
مُستوية يوهانس شونر

المُستوية هي أداة حساب فلكية. تُمكن مستخدمها من العثور على مواقع القمر والشمس والكواكب دون عمليات حسابية، باستخدام نموذج هندسي لتمثيل موضع الجسم السماوي معين.

## التاريخ
في تعليقه على جداول بطليموس المفيدة، قدَّم عالم الرياضيات ثيون الإسكندري في القرن الرابع بعض المخططات لحساب موضع الكواكب هندسيًا استنادًا إلى نظرية بطليموس الدائرية. يرد أول وصف لبناء المُستوية الشمسية (على النقيض من مُستوية الكواكب) في عمل بروكلس في القرن الخامس النظرية (بالإنجليزية: Hypotyposis)، حيث يعطي تعليمات حول كيفية بناء واحدة من الخشب أو البرونز.
أقدم الأوصاف المعروفة عن مُستوية الكواكب موجودة في الترجمة اللاتينية عن نص عربيمن أوائل القرن الحادي عشر للمهري وأطروحة 1080/1081 للزرقالي، الواردة في كتب معرفة علم الفلك الإسبانية عن الأندلسيين [الإنجليزية]، وهي مجموعة قشتالية من الأعمال الفلكية التي جُمعَت تحت رعاية ألفونسو العاشر في القرن الثالث عشر.
نظرية الكواكب (باللاتينية: Theorica Planetarum) (عاش حوالي 1261–1264) بقلم كامبانوس النوفاري [الإنجليزية] هو أقدم وصف موجود لبناء مُستوية في أوروبا اللاتينية. كانت أداة كامبانوس تشبه الإسطرلاب، مع العديد من الألواح القابلة للتبديل داخل الأم. تحتوي أفضل مخطوطات أطروحة كامبانوس على ورق وجلد مُستوية بأجزاء متحركة.

## الاختلافات

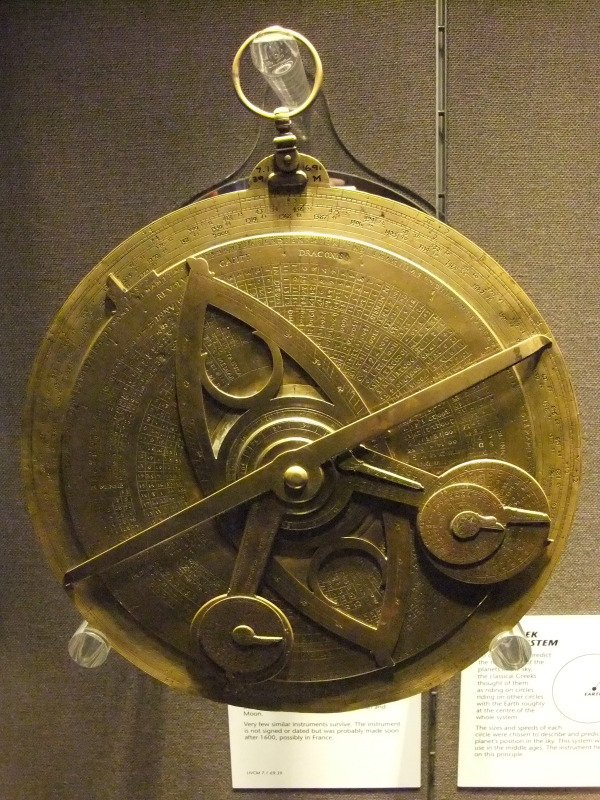
مُستوية تعود تاريخه إلى عام 1600، ربما من فرنسا

لا يتوقف تاريخ المُستويات عند القرن الحادي عشر فحسب، بل ألهم اختراعًا أكثر تنوعًا يُسمى "الألبيون". الألبيون هو أداة فلكية اخترعها ريتشارد الوالينجفوردي في بداية القرن الرابع عشر. لها استخدامات وظيفية مختلفة مثل استخدام المُستوية في حسابات الكواكب والاقترانات. يمكنه حساب متى سيحدث الكسوف. يتكون الألبيون من 18 مقياسًا مختلفًا مما يجعله معقدًا للغاية مقارنة بخط الاستواء. لا يزال تاريخ هذه الآلة محل نزاع حتى يومنا هذا، حيث أن آلة ألبيون الوحيدة من الماضي لم تحمل اسمًا أو علامة.

## الإسطرلاب مقارنة مع المُستوية
جذور المُستوية تكمن في الإسطرلاب. يعود تاريخ الإسطرلاب إلى حوالي عام 220 قبل الميلاد في أعمال هيبارخوس، وقد طور المسلمون هذه الأداة واعتنوا بها بشدة لقياس الوقت. الفرق بين الجهازين هو أن الإسطرلاب يقيس الوقت وموقع الشمس والنجوم في مكان محدد في الزمن. في المقابل، تُستخدم المُستوية لحساب مواقع الكواكب والأجرام السماوية في الماضي أو المستقبل وفقًا لنظرية الكواكب لبطليموس.[بحاجة لمصدر]

## الاستخدامات
يمكن أن يتخصص المُستوية بشكل أكبر اعتمادًا على التدوير الملحمي. هناك ثلاثة مدارات دائرية محتملة يمكن تعديلها لتخدم مواقع الكواكب في ثلاث مجموعات: القمر، والنجوم، والشمس. كانت الشمس تعتبر كوكبًا في النظام البطلمي، ولهذا السبب كان من الممكن استخدام خط الاستواء لتحديد موقعها. ومن خلال استخدام نموذج بطليموس، تمكَّن علماء الفلك من صنع أداة واحدة ذات قدرات مختلفة تلبي الاعتقاد بأن النظام الشمسي يحتوي على الأرض في المركز. في الواقع، كانت للمستطيلات المتخصصة جوانب فلكية في الطب، حيث أعطى اتجاه الكواكب نظرة ثاقبة لعلامات الأبراج التي ساعدت بعض الأطباء في تقديم العلاجات الطبية للمرضى.
كان حساب موقع الكوكب باستخدام جدول لكل جسم سماوي يستغرق 15 دقيقة على الأقل. كان برجك في تلك الحقبة يتطلب معرفة مواقع سبعة أجرام فلكية، وهو ما كان يتطلب ما يقرب من ساعتين من وقت الحساب اليدوي.

## قراءة إضافية
- مدونة سيب فالك: إنشاء مُستوية كوكبية